# Quezon City
Quezon City (filipínsky Lungsod Quezon) je jedno z měst, která tvoří metropolitní oblast Manily na Filipínách. Je její součástí i administrativně, protože patří do oblasti Metro Manila. V roce 2020 zde žilo 2 960 048 obyvatel, přičemž celá Metro Manila měla 13 484 462 obyvatel. Je tedy lidnatější město než samotná Manila, kde ve stejné době žilo 1 846 513 obyvatel a nejlidnatější město na Filipínách.
Quezon City je pojmenováno po Manuelovi Quezonovi, druhém prezidentovi Filipín. Mezi lety 1948 až 1976 bylo hlavním městem Filipín. Přestože bylo později hlavní město přeneseno do Manily, sídlí zde dodnes mnoho vládních institucí, například filipínská Sněmovna reprezentantů (dolní komora parlamentu).

## Poloha města a přírodní podmínky
Město se nachází na jihozápadě ostrova Luzon, severozápadně od hlavního města Manila. Město leží v průměrné nadmořské výšce pouhých 17 m n. m. S Manilou a okolními městy tvoří velkou konurbaci. V lednu spadne průměrně 25 mm srážek, v srpnu průměrně kolem 440 mm. Průměrná teplota se v lednu pohybuje okolo 28 °C, v červenci kolem 32 °C.

## Partnerská města
- Čiba, Japonsko (1972)
- Daly City, Spojené státy americké (1994)
- Fort Walton Beach, Spojené státy americké (1977)
- Hagåtña, Spojené státy americké (2003)
- Ju-ci, Čína (2006)
- Kenosha, Spojené státy americké (1986)
- Maui County, Spojené státy americké (1970)
- Nový Westminster, Kanada (1991)
- Phnompenh, Kambodža (2017)
- Rangún, Myanmar (2017)
- Salt Lake City, Spojené státy americké (1967)
- Šen-jang, Čína (1993)
- Tchaj-pej, Tchaj-wan (1990)